# 信用組合岡山商銀

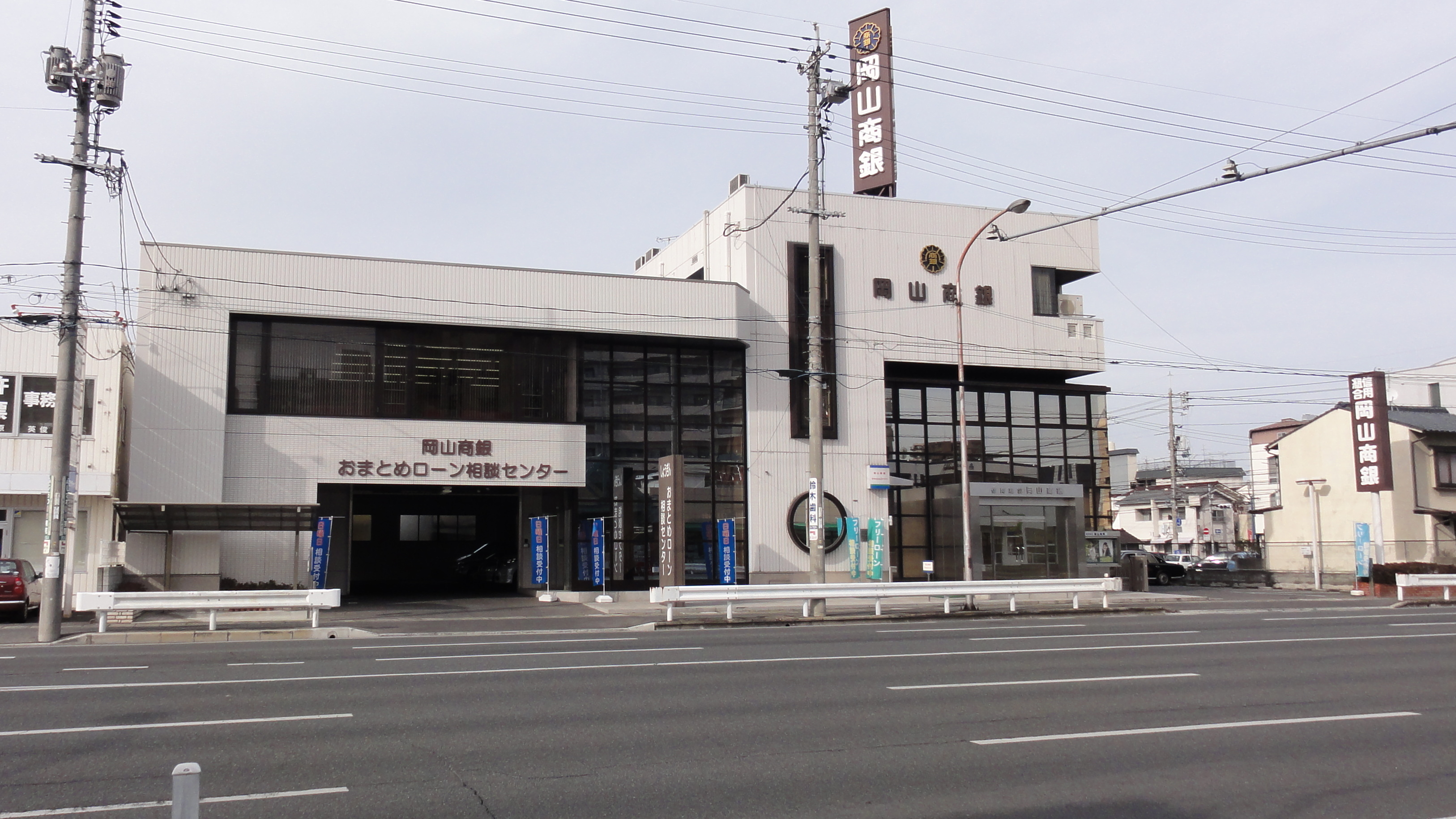

信用組合岡山商銀（しんようくみあいおかやましょうぎん）は、岡山県岡山市北区にかつて存在していた在日韓国人系の信用組合であり、いわゆる商銀信用組合の１つである。

## 沿革
- 1962年8月 - 信用組合岡山商銀として設立する。岡山市野田屋町に本店を開設
- 1964年1月 - 本店を岡山市上石井に移転
- 1969年8月 - 本店を岡山市野田屋町二丁目に移転
- 1982年9月 - 本店を岡山市野田二丁目に新築移転
- 2001年10月 - 営業区域に鳥取県・香川県を追加
- 2006年9月 - おまとめローン相談センターを開設
- 2009年1月 - SKCセンターに加盟[1]
- 2017年11月27日 - 横浜幸銀信用組合に吸収合併され消滅[2]

## ATMについて
ATMでは、しんくみ お得ねっと提携信用組合のカードによる出金は自組合扱いとなる。